# Tatarszczyzna (rejon dzierżyński)
Tatarszczyzna (biał. Татаршчына) – osiedle na Białorusi, w obwodzie mińskim, w rejonie dzierżyńskim, w sielsowiecie Putczyna, nad Usą. We wsi znajduje się park Łęskich, z dworu zachowała się jedynie oficyna.

## Nieistniejący dwór Łęskich
Roman Aftanazy w 4. tomie Dziejów rezydencji na dawnych kresach Rzeczypospolitej (z uzupełnieniem w tomie 11.), (a za nim Fiedoruk, choć ten używa nazwy majątku Tatarszczyzna) opisał majątek Tatary, identyfikując jego położenie ze wsią Tatary. Jednak późniejsi autorzy zgodnie uznają, że majątek i dwór Łęskich był w tutejszej wsi.